# Estació de Pla de la Bruguera
Pla de la Bruguera és una estació en projecte de la línia Barcelona-Vallès de FGC. Forma part del perllongament de la S2 a la ciutat de Castellar del Vallès situat en el polígon industrial.
El 16 de març de 2010 es va iniciar el procés d'informació pública de l'estudi informatiu del perllongament de la línia del Vallès des de la cua de maniobres de Ca n'Oriac, a Sabadell, fins al nucli urbà de Castellar amb 4,5 quilòmetres, dels quals 700 metres serien soterrats, i hi hauria tres viaductes i trams de cel obert per a creuar el Ripoll. La proposta no està desestimada.
| Línia Barcelona-Vallès de FGC |                        |       |                      |                        |
| Procedència/Destinació        | <                      | Línia | >                    | Procedència/Destinació |
| Barcelona - Pl. Catalunya     | Sabadell Parc del Nord | obres | Castellar del Vallès | Castellar del Vallès   |